# Спартак (газета)
«Спарта́к» — ленинградская спортивная газета, выходившая в 1924—1939 гг. (в 1924—1932 издавалась в формате журнала).

## История
Первый номер «Спартака» увидел свет 25 мая 1924 года. На страницах издания освещались актуальные вопросы физической культуры, публиковались материалы для инструкторов и спортсменов, официальные приказы и распоряжения, ленинградская и всесоюзная спортивная хроника. К 1931 году «Спартак» стал весьма популярен среди читателей — тираж превысил 50 000 экземпляров. Вместе с ростом популярности возрастало количество страниц в каждом номере. В итоге, было принято решение перейти к выпуску газеты вместо журнала. Первые номера «Спартака» в новом формате вышли в декабре 1931 года, а с августа 1932 спортивный еженедельник окончательно стал издаваться в форме газеты.
В начале 1930-х СССР накрыл настоящий бумажный кризис, начавшийся из-за медленной перестройки отрасли — фабрики просто не успевали за промышленными масштабами потребностей издательского дела в начале индустриализации. Был и субъективный фактор — физкультурно-спортивное издательство на фоне кризиса снабжали бумагой по остаточному принципу. Доходило до того, что бумаги не хватало даже на выпуск официальной печатной продукции ВСФК: правил, инструкций, грамот. 1933 — это год, когда издательство «Физкультура и туризм» испытывало самые большие трудности со снабжением бумагой: начале года в издательстве был прекращён выход журнала «Советская физкультура» (имевшего тираж более 4 тыс. экз.); тираж журнала «Физкультура и спорт» в течение года был снижен с 40 до 30 тыс. экз.; весной 1933 года был прекращён выход газеты ВЦСПС «Физическая культура» (с тиражом около 10 тыс. экз.). В марте 1933 года и «Спартак», имевший тираж 25 тыс. экз., также перестал выходить.
Однако потребность в изданиях спортивной тематике была столь велика, что даже максимальные трудности не остановили руководство ВСФК — и 22 октября 1933 года издание газеты «Спартак» было возобновлено, но с тиражом всего лишь в 6 тыс. экз. при том же объеме и периодичности, т.к. "отнятая" вследствие кризиса у Ленинграда бумага пошла на реализацию наиболее важного для ВСФК на тот момент проекта — воссоздание центральной газеты Красный спорт.
«Спартак» является ценным источником для всех интересующихся довоенным советским спортом. Многие события спортивной жизни Ленинграда далеко не всегда отражались на страницах крупнейших городских газет (Ленинградская правда, Смена, Красная газета), при этом весьма подробно освещались в «Спартаке». Газета располагала большим штатом фотографов, что позволяло богато иллюстрировать материалы. От других изданий «Спартак» также отличался большой ролью спорткоров — в роли авторов статей часто выступали обычные жители Ленинграда.
1 марта 1939 года постановлением ВСФК выпуск всех спортивных изданий регионального и республиканского характера («Спартак» относился к РСФСР), за исключением централизованных общесоюзных, был прекращен.
В настоящий момент практически весь комплект газеты (за 1931-1939 гг.) оцифрован Российской национальной библиотекой.